# منتخب كوريا الجنوبية لهوكي الجليد
منتخب كوريا الجنوبية الوطني لهوكي الجليد هو منتخب وطني يمثل كوريا الجنوبية في منافسات هوكي الجليد الدولية، يعتبر من أقوى منتخبات آسيا في هوكي الجليد، بدأ منافساته في سنة 1979، نافس في بطولة العالم لهوكي الجليد 34 مرة، ونافس في الألعاب الآسيوية الشتوية 8 مرات، وفاز بالميدالية الفضية في دورة 2017 وبالميدالية البرونزية 4 مرات في دورات 1986 و 1990 و 2007 و2011، يحتل حالياً التصنيف السادس عشر على العالم.